# El Molino (Yocalla)
El Molino ist eine Ortschaft im Departamento Potosí im Hochland des südamerikanischen Andenstaates Bolivien.

## Lage im Nahraum
El Molino liegt in der Provinz Tomás Frías und ist der viertgrößte Ort im Cantón Santa Lucía im Municipio Yocalla. Die Ortschaft liegt auf einer Höhe von 3409 m am rechten, östlichen Ufer des Río Molino, der in den Río Tarapaya fließt und zum Flusssystem des Río Pilcomayo gehört.

## Geographie
El Molino liegt am Ostrand des bolivianischen Altiplano vor der Anden-Gebirgskette der Cordillera Central.
Die mittlere Jahrestemperatur der Region liegt bei etwa 11 °C (siehe Klimadiagramm Potosí), der Jahresniederschlag beträgt etwa 350 mm. Die Region weist ein ausgeprägtes Tageszeitenklima auf, die Monatsdurchschnittstemperaturen schwanken nur unwesentlich zwischen 8 °C im Juni/Juli und 13 °C von November bis März. Die Monatsniederschläge liegen zwischen unter 10 mm in den Monaten Mai bis September und knapp 80 mm im Januar und Februar.

## Verkehrsnetz
El Molino liegt in einer Entfernung von neunzehn Straßenkilometern nordwestlich von Potosí, der Hauptstadt des gleichnamigen Departamentos.
Aus Potosí heraus führt die Nationalstraße Ruta 1 in nördlicher Richtung über San Antonio, El Molino und Yocalla weiter nach Poopó, Oruro und El Alto, der Nachbarstadt von La Paz, und nach Desaguadero am Titicaca-See.

## Bevölkerung
Die Einwohnerzahl der Ortschaft ist in dem Jahrzehnt zwischen den beiden letzten Volkszählungen um etwa die Hälfte angestiegen:
| Jahr | Einwohner         | Quelle       |
| ---- | ----------------- | ------------ |
| 1992 | keine Detaildaten | Volkszählung |
| 2001 | 238               | Volkszählung |
| 2012 | 356               | Volkszählung |
| 2024 |                   | Volkszählung |

Die Region weist einen deutlichen Anteil an Quechua-Bevölkerung auf, im Municipio Yocalla sprechen 94,5 Prozent der Bevölkerung Quechua.